# Rajon Kamjanez

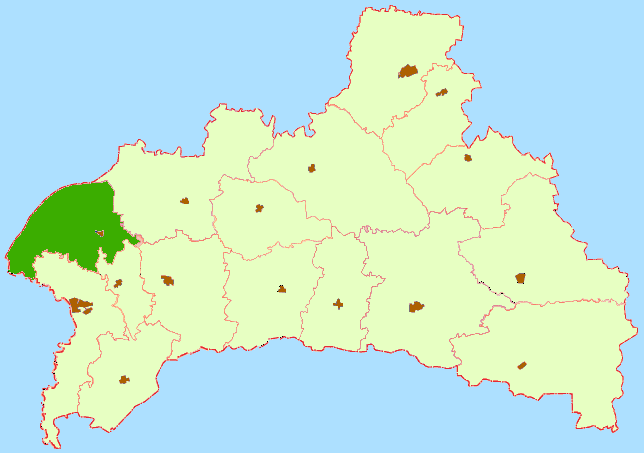
Rajon Kamjanez, Karte

Der Rajon Kamjanez (belarussisch Камянецкі раён; russisch Каменецкий район) ist eine Verwaltungseinheit im Westen der Breszkaja Woblasz in Belarus. Der Rajon hat eine Fläche von 1690 km², umfasst 234 Ortschaften und ist in ein Passawet und 14 Selsawets gegliedert. Das administrative Zentrum ist die Stadt Kamenez (auch Kamjanez).

## Geographie
Der Rajon Kamjanez liegt im Westen der Breszkaja Woblasz. Die Nachbarrajone in der Breszkaja Woblasz sind im Nordosten Pruschany, im Osten Kobryn, im Südosten Schabinka und im Süden Brest.

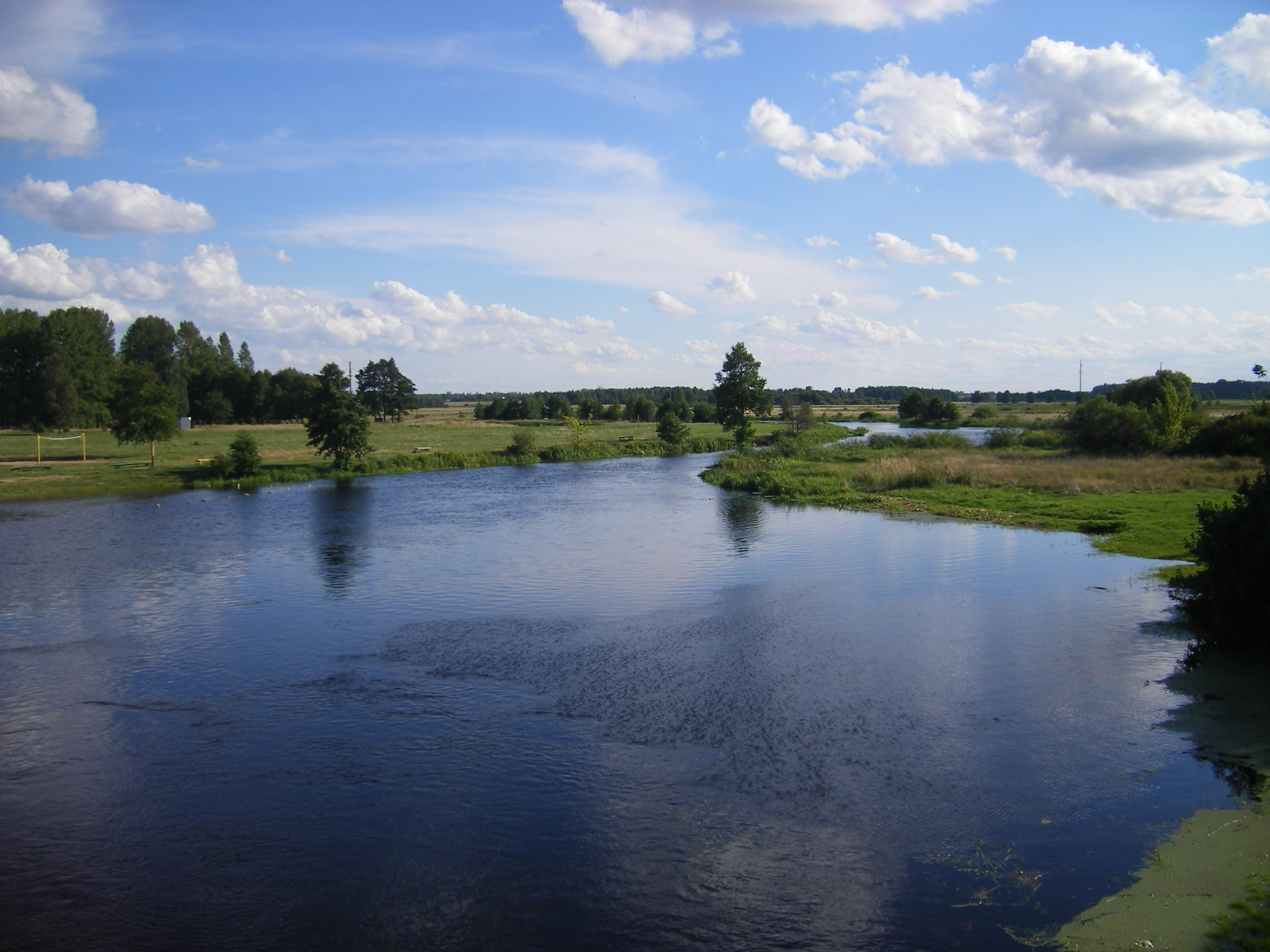
Der Fluss Ljasnaja bei Kamenez

Die wichtigsten Flüsse sind Bug mit den Zuflüssen Ljasnaja und Pulwa.

## Verwaltungsgliederung
- Selsawet Agarodniki
- Selsawet Belaweschski
- Selsawet Dmitrawitschy
- Selsawet Kalenkawitschy
- Selsawet Kamjanjuki
- Selsawet Nawizkawitschy
- Selsawet Pjalischtscha
- Selsawet Rasna
- Selsawet Rataitschyzy
- Selsawet Retschyza
- Selsawet Widomlja
- Selsawet Wjarchowitschy
- Selsawet Wojskaja
- Selsawet Woutschyn